# Élections municipales taïwanaises de 2014

Journal taïwanais présentant les candidats aux élections municipales.

Les élections municipales taïwanaises de 2014 se sont déroulées le 29 novembre 2014.